# Homoneura matsumurai
Homoneura matsumurai är en tvåvingeart som beskrevs av Mitsuhiro Sasakawa och Ikeuchi 1983. Homoneura matsumurai ingår i släktet Homoneura och familjen lövflugor. Inga underarter finns listade i Catalogue of Life.